# Landri Sales
Landri Sales is een gemeente in de Braziliaanse deelstaat Piauí. De gemeente telt 5.753 inwoners (schatting 2009).